# Успенська церква на Іллінській горі
Церква Успіння Божої Матері — церква в Нижньому Новгороді; входить до складу Центрального Архієрейського подвір'я поряд з Вознесенським і Сергиївським храмами. Є єдиним в історії кам'яного зодчества храмовим будинком XVII століття з покриттям головного обсягу у вигляді «хрещатої бочки в чотири особи». Об'єкт культурної спадщини федерального значення.

## Історія
На місці кам'яного Успенського храму раніше знаходився монастир, згадуваний в грамоті царя Василя Івановича Шуйського в 1606 році. У монастирі була дерев'яна церква на честь Успіння Божої Матері, але в сотні грамоті 1621 року церква згадується як парафіяльна.
Кам'яний Успенський храм був побудований купцем Опанасом Фірсович Олисова. Будівництво було завершено в 1672 році.
У 1715 році церква постраждала від пожежі і була відновлена. У 1934 році храм був відданий нарузі, трапезна і дзвіниця були знищені. Початковий вигляд основної частини Успенської церкви був відновлений тільки при реставраційних роботах 1965—1967 років, хоча проект керівника робіт Святослава Агафонова передбачав також реконструкцію трапезної та дзвіниці.
У 2003 році здійснено чин великого освячення Престолу.
Церква відреставрована в 2004 році. Було відновлено трапезна і дзвіниця. 15 березня 2004 року бригадою іконописців під керівництвом Анциферова Олексія Володимировича почалися роботи по розпису храму, а також реставрації вівтаря і виконання іконостасу.
12 червня освячено дзвони та хрести, маса найбільшого дзвона — 1600 кг. 28 липня церкву включено до складу архієрейського подвір'я. 29 липня 2004 року єпископ Нижньогородський та Арзамаський Георгій звершив Великий чин освячення храму. Храм Успіння Божої Матері став першим храмом, відновленим у рамках проекту «Іллінська слобода».
У грудні 2005 року перед храмом вперше була встановлена різдвяна ялинка.
14 жовтня 2011 року відбулося освячення чотирьох музичних ікон Спаса Нерукотворного, святого благовірного князя Георгія Всеволодовича, преподобного Сергія Радонезького і Архистратига Михаїла . Ікони виготовлені в іконописній майстерні «Ковчег». Робота над кожним образом зайняла близько двох місяців. Всі чотири способу планується розмістити на зовнішній стороні стіни Успенської церкви.

## Святині
- Частинки мощей вмч. Варвари, свт. Філарета, митрополита Московського, свт. Інокентія Московського.[1]
- Список з чудотворної ікони Божої Матері "Невипивана Чаша". Подарував Серпухівка монастирем в серпні 2004 року.[12]
- Ікони "Господь Вседержитель", "Святий Георгій Побідоносець".

## Настоятелі
- ієрей Олексій Горін (? — 27 липень 2004[13])
- ієрей Ігор Дудін (24 січня 2005 року[14] — 1 липня 2005[15])
- ігумен Василій (Данилов) (з 1 липня 2005 року[16] — 4 жовтня 2012 року[17])
- ієрей Олексій Корехов (30 серпня 2017 року)